# William Wright (guionista)
William Wright es un escritor de comedia estadounidense. Ha sido coescritor de Los Simpson en tres ocasiones junto a Carolyn Omine.  

## Créditos como guionista

### Episodios deLos Simpson
Se le atribuye haber coescrito los siguientes episodios:
| Año  | Título original     | Título en Hispanoamérica | Título en España       | Temporada | Episodio | Ref   |       |
| ---- | ------------------- | ------------------------ | ---------------------- | --------- | -------- | ----- | ----- |
| 2008 | Dial "N" for Nerder | "N" de Nerd              | Ñoño-crimen perfecto   | 19        | 14       | [ 1 ] |       |
| 2010 | Chief of Hearts     | Jefe de corazones        | 21                     | 18        | [ 2 ]    |       |       |
| 2014 | Blazed and Confused | Jefe de corazones        | Brillante y confundido |           | 26       | 7     | [ 3 ] |